# Sant'Eustacchio
Sant'Eustacchio è un quartiere di Brescia.

## Geografia fisica
Il quartiere è delimitato a sud da via Volturno e da via Leonardo da Vinci, a ovest dal fiume Mella, a nord da via Guglielmo Oberdan e a est da via Fausto Gamba, via della Valle, via Bezzecca e via Trento.
Il territorio è pianeggiante e fortemente urbanizzato. A parte il Mella, i corsi d'acqua che lo attraversano sono tutti tombinati: fra i più rilevanti si segnalano i canali Bova e Grande Superiore e il torrente Garzetta, deviazione del Garza che si immette nello stesso Mella.

## Origine del nome
Il toponimo riprende la cappella di Sant'Eustacchio che sorse sull'omonima via all'angolo con via Montello. La cappella fu poi assorbita dalla villa padronale edificata nel Quattrocento dal vescovo di Brescia Domenico Dominici.

## Storia
Dal Cinquecento fino al 30 giugno 1880, l'area occupata dall'attuale quartiere di Sant'Eustacchio fece parte dell'area meridionale del comune di San Bartolomeo. Poco dopo l'assorbimento di quest'ultimo nel comune di Brescia, la zona attorno a Sant'Eustacchio vide sorgere numerose fabbriche: dalla «Franchi-Gregorini», che poi assunse il nome di «Stabilimenti Sant'Eustacchio», che successivamente si fuse con l'Innocenti di Milano Lambrate diventando Innse ed infine divenne Innse-Berardi facente parte del Gruppo Camozzi,  alla «Brixia-Züst», poi «Officine Meccaniche» (OM) e quindi «Iveco»; dalla «Ori Martin», la cui prima sede fu in seguito occupata da un allargamento della OM..
Nel Novecento si costruirono nuove aree residenziali, soprattutto verso la zona di Campo di Marte.
Nel luglio 1972, il consiglio comunale, spinto dalla costituzione di alcuni comitati di quartiere presso alcune zone della città negli anni precedenti, votò l'istituzione dei consigli di quartiere. Le elezioni del consiglio di Sant'Eustacchio, che ai tempi ebbe una popolazione di 12 173 abitanti, si tennero il 24 novembre 1974.
Nel 1977, la Giunta Trebeschi recepì la legge 278/1976 e suddivise il territorio comunale in nove circoscrizioni. Sant'Eustacchio fu assegnato alla Prima circoscrizione, assieme a Borgo Trento, Casazza e San Bartolomeo. Vent'anni dopo, la Giunta Corsini ridusse il numero delle circoscrizioni portandole da nove a cinque e San Bartolomeo fu assegnato alla nuova Circoscrizione Nord.
Nuovi limiti, stabiliti dalla legge 191/2009, imposero la conclusione dell'esperienza delle circoscrizioni, nel 2013. L'anno dopo, la Giunta Del Bono decise di ricostituire i consigli di quartiere e le prime elezioni si tennero in tutta la città il 14 ottobre.

## Società

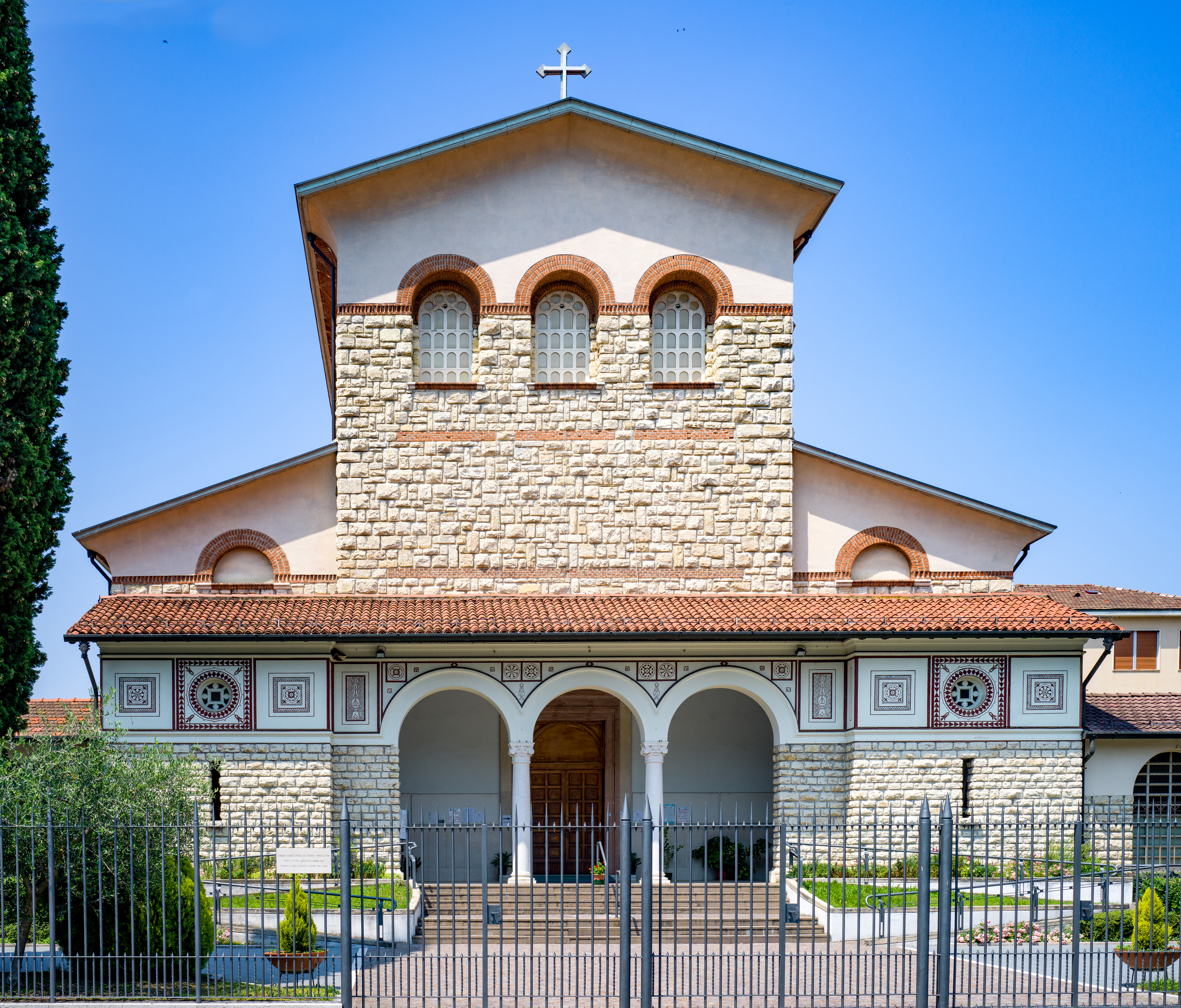
Facciata della chiesa di santa Maria Immacolata, una delle due chiese parrocchiali sul territorio del quartiere

### Religione
Nel quartiere sono presenti due parrocchie della diocesi cattolica di Brescia: quella di san Barnaba apostolo e quella di santa Maria Immacolata.

## Cultura
Nel quartiere sono presenti la scuola primaria e secondaria di primo grado di «Sant'Eustacchio» e l'ITIS «Benedetto Castelli».

## Infrastrutture e trasporti
Fra il 1907 e il 1953 il quartiere fu servito dall'omonima fermata posta lungo la tranvia Brescia-Cellatica-Gussago.
In via San Donino si trova il deposito autobus di Brescia Trasporti. Il quartiere è servito da quattro linee autobus: la 11 (Collebeato-San Bartolomeo-Sant'Eufemia-Botticino), la 13 (Gussago-Poliambulanza), la 15 (Mompiano-Girelli) e la 17 (Ospedale-Castelmella).